# Миколаївські насадження
Миколаївські насадження — заповідне урочище місцевого значення. Об'єкт розташований на території Чкаловської селищної громади Чугуївського району Харківської області, Печенізьке лісництво, квартали 120—124.
Площа — 248 га, статус отриманий у 1984 році.
Охороняється ділянка грунтозахисних дубових насаджень віком понад 90 років у долині річки Леб'яжа. В урочищі зростають дуб звичайний, ясен звичайний, ясен зелений. В підліску — бузина чорна, бруслини європейська та бородавчаста.